# Zilant
Zilant es una criatura legendaria, entre un dragón y un dragón heráldico. Desde 1730, ha sido el símbolo oficial de Kazán. Esta serpiente alada es una parte del folclore tártaro y ruso y es mencionado en las leyendas acerca de la fundación de Kazán.
La percepción popular de Zilant entre los ciudadanos de Kazan está fuertemente influenciada por la cultura occidental moderna y muchos ciudadanos imaginan Zilant como un clásico dragón heráldico o un dragón como se muestra en las películas.

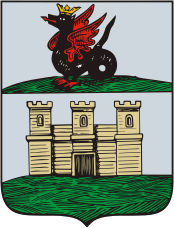
Arsk (1781)
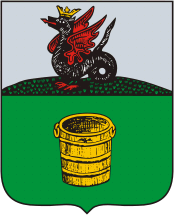
Chistopol (1781)
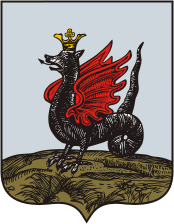
Kazán (1781)
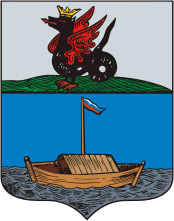
Laishevo (1781)
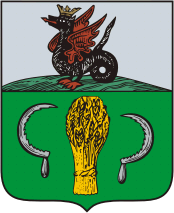
Mamadysh (1781)
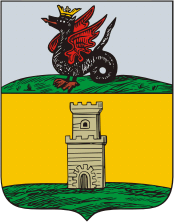
Bólgar (1781)
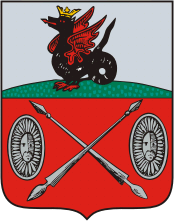
Tetiushi (1781)
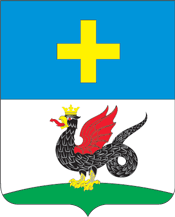
Kashira, óblast de Moscú, 1998

- Datos: Q2084326
- Multimedia: Zilant / Q2084326